# バルビーノ・ガルベス
バルビーノ・ガルベス・ヘレス（Balvino Galvez Jerez、1964年3月31日 - ）は、ドミニカ共和国サン・ペドロ・デ・マコリス州サンペドロ・デ・マコリス出身の元プロ野球選手（投手）。右投右打。
NPBでは1996年から 2000年までの5年間にわたり、セントラル・リーグ（セ・リーグ）の読売ジャイアンツ（巨人）でプレーし、1年目の1996年にはチームメイトの斎藤雅樹とともに16勝を挙げ、リーグ最多勝のタイトルを獲得している。息子のブライアンも野球選手で、かつてロサンゼルス・ドジャース傘下のマイナーチームでプレーしていた。

## 経歴

### プロ入りとドジャース時代
1981年にドラフト外でロサンゼルス・ドジャースと契約。 
1986年にメジャー昇格を果たし、10試合に登板して0勝1敗、防御率3.92の成績を残した。この年以外はメジャーに昇格できずマイナー生活を続けていた。

### 兄弟時代
1994年に台湾のプロ野球リーグ・中華職業棒球聯盟の球団である兄弟エレファンツへ入団（登録名は巴比諾）。1年目から16勝を挙げた。
翌1995年も10勝を挙げ、2年連続二桁勝利を記録していたが、試合中に乱闘騒ぎを起こすなどの素行不良によりシーズン途中で解雇された。

### 巨人時代
1996年にはテキサス・レンジャーズの支配下選手になっていたが、同年2月に読売ジャイアンツの宮崎春季キャンプにテスト生として参加、巨人の入団テストを受験した。ガルベスは後に「代理人にレンジャーズのトライアウトと言われていたが、(テストが)突然、巨人になって驚いた」と語っている。同月16日にブルペンで初投球し、巨人監督の長嶋茂雄は紅白戦の結果で最終的な合否を出すことを決め、紅白戦では2度登板して計5イニングを投げ、被安打5、3失点の成績を残し、同月22日にテスト合格が発表された。巨人の入団テスト受験はボビー・バレンタインの推薦によるものであった。当時、長嶋からは重い球質を評価されており、シーズン15勝程度できると期待されていた。背番号もその剛球に因んで「59」となった。
同シーズンは開幕から斎藤雅樹・槙原寛己・川口和久・西山一宇とともに先発ローテーション入りし、最終的には16勝を挙げてチームメイトの斎藤とともにセントラル・リーグの最多勝のタイトルを獲得する活躍で「メークドラマ」に大きく貢献した。同年5月1日の対中日ドラゴンズ戦では後述通り山崎武司と激しい乱闘劇を繰り広げたが、これがきっかけとなり日本酪農乳業協会のCMに出演。「カルシウムブソク、シテイマセンカ?」という台詞で人気を博した。後年は素行不良などマイナスのイメージが強くなるが、この当時は明るいキャラクターでファンも多く、スポーツ雑誌『Number』で表紙を飾ったこともあった。
1997年は春先は1勝5敗と負けが先行し苦しいスタートだったが、徐々に復調し最終的には12勝12敗の成績で槙原寛己と並んでチーム最多の勝利数を記録。1998年も7月終了時点でリーグトップとなる9勝を挙げる活躍をみせたが、乱闘事件（後述）を起こしてしまったことで出場停止処分を受け、後半戦を棒に振った。この年限りでの退団が確実視されていたが、一転してシーズン終了後に巨人と再契約を結び残留が決定した。この再契約にNPB審判団は猛反発し、連盟に対して抗議文を送り契約を取り消すよう求めたが、契約は撤回されなかった。
1999年は開幕投手に予定されていた桑田真澄の調整遅れもあり、オープン戦で好調だったガルベスが巨人史上初の外国人開幕投手を任せられた。ガルベスは期待に応え、9回1失点の好投で勝利投手となっている。この年から打線の援護に恵まれない試合が目立つようになり、防御率は3.66とリーグ7位の数字を残しながら9勝12敗と初めて負け越した。シーズン終盤には4連敗を記録している。また、走者を気にしすぎるという弱点もなかなか改善されなかった。
2000年は阪神から移籍してきたダレル・メイや2人の韓国人投手（趙成珉・鄭珉哲）で外国人投手2枠を争うことになったが、開幕ローテーションの座を確保する。しかし前年以上に打線の援護のなさが目立ち、開幕から6試合先発して6試合ともクオリティスタートを達成しながら全て敗戦投手、前年終盤からの通算では10連敗となった。この6連敗を受けて、来日後初めて二軍に落とされ復調に向けて調整を続けていたが、中々一軍に上がれない不満から代理人を通じて球団に自由契約を要求する騒動が起きた。結局ガルベスが要求を取り下げることで決着はついたが、夏場に痛めた膝の治療のため帰国。9月に再来日し、日本シリーズを見据え調整していたが、シリーズ前の10月5日に退団、同月7日に帰国した。

### パイレーツ傘下時代
2001年はピッツバーグ・パイレーツとマイナー契約を結び、メジャー復帰を目指す。投手陣に故障者が続出していたこともあり先発ローテーション入りの候補になっていたが、開幕を控えた3月下旬の練習中に突然行方不明となり（チームメイトとトラブルがあったとされるが、詳しい理由は不明）、そのまま解雇された。

### サムスン時代
その後、不振により解雇されたサロモン・トーレスの代役として、シーズン途中の5月に韓国プロ野球の三星ライオンズと年俸20万ドルで契約し、のちに巨人へ入団する李承燁とチームメイトとなる。初登板で韓国球界初勝利を挙げたが、観光ビザで投げていたことが発覚して大問題となる。対戦相手のハンファ・イーグルスから提訴される寸前だったが、最終的には不問とされ早急に就労ビザを取得した。
その後も胸元への速球を武器に前半戦だけで9勝をマーク、オールスターにも選出された。後半戦開始早々に10勝目を挙げてタイトル争いでも上位につけていたが、優勝が目前となった8月下旬に母親の看病を理由に突然帰国した。球団は6度にわたって復帰要請するが、ガルベスは何かと理由をつけて帰国せず、結局レギュラーシーズン終了まで戻らなかった。チームのリーグ優勝が決まった後の10月上旬に、韓国シリーズ出場のためようやく復帰する。韓国シリーズ（対斗山ベアーズ戦）では第1戦・第4戦の2試合に先発登板するが、タイロン・ウッズに2本塁打を浴びるなど2試合で計10失点と大きく精彩を欠いた。特に第4戦では3回途中7失点と大きく崩れ、シリーズ敗退の最大の戦犯となってしまった。レギュラーシーズンでは10勝4敗、防御率2.47と好成績だったが、相変わらずの素行不良が原因で契約更新はされなかった。この年限りで現役を引退。

### 引退後
引退後は母国ドミニカ共和国へ帰国し、ベースボールアカデミーを経営して未来の大リーガーの育成に力を入れている。

## 選手としての特徴
球種は主にストレート、チェンジアップ、シュートの3つのみであり、他にはスライダーも投げられたがガルベス本人があまり好んでおらず、投げる機会は少なかった。一方でシュートについては絶大な信頼を寄せており、捕手の村田真一が「スライダーをもっと使えば抑えられる」と説得しても「（スライダーで）打たれたら後悔する」「俺はシュートで飯を食ってきたんだ」などと言って納得せず、一切妥協しなかったという。ガルベス在籍時に1軍投手コーチおよびヘッドコーチを務めていた堀内恒夫はこのシュートを絶賛しており、「いまでいうツーシームみたいなもので、スピードが落ちない。球もある程度速かったから勝てた」と評している。
巨人時代には通算46勝しているが、これは歴代で巨人に在籍していた外国人投手の中でも最多の勝利数となっている（2025年時点）。
投手ながら打撃も良く、本塁打も通算で10本放っており、登板の少なかった2000年以外は毎年本塁打を打っていた。1999年には満塁本塁打を2本（1本は横浜スタジアムでの場外本塁打）打っているが、NPBで投手として登板中に満塁本塁打を2本打った選手、および満塁本塁打を打った外国人投手は現在に至るまでガルベスのみである。
前述のように、走者を気にしすぎるといら立つなどマウンド上で落ちつかなくなることが多かったが、堀内恒夫はガルベスの特性について「たまに走者に揺さぶられても審判の判定に納得がいかなくても冷静に投げていられたときはあったが、そのときは決まってコンディションが悪く、むしろ『ちょっと』カッカしてるときの方が調子がよかった」と評していたうえに、この性格と風貌に似合わず投球スタイルは打たせて取る技巧派だった。
真中満はガルベスのストレートをシュート回転する球だったと証言しており、川上憲伸は「送りバントを失敗したら罰金」というチームの制度のなか、ガルベスとの対戦でビーンボールに対する恐怖と戦いながら送りバントをするのが嫌だったと引退後に振り返っている。

## 人物
後述の数々のトラブルが原因で「問題児」「素行が悪い」などと評されることが多かった一方で、グラウンド外においてはとても人当たりがよく、チームメイトや関係者の評判は決して悪くなかった。以下がその例。
- 堀内恒夫はガルベスの性格について「普段は紳士的でいい奴だが、マウンドに立つと別人になってしまい、直情型ですぐにカーーーっとなる」と述べている[12]。ガルベスとの関係も良好であり、堀内が巨人の監督に就任した際はガルベス自ら「再びチームに入れて欲しい」と売り込みに来たことを明かしている（ただし、ガルベスがこの時点で高齢だったため堀内自ら断りを入れている）[10]。

- 当時チームメイトだった斎藤雅樹と村田真一もガルベスに対して上記の堀内と同じ印象を抱いており、試合以外では「普通のお兄ちゃん（斎藤）」「シャイでいい奴（村田）」だったと評している[9]。また義理堅い一面もあり、ガルベスが先発していた試合で村田が顔面に死球を受けて戦線離脱し、その約2ヶ月後に復帰を果たしたが、合流直後にガルベスに呼び出され「あの試合に勝てなくてすまなかった」「（村田に）謝りたくてずっと来るのを待っていた」と真摯に謝罪されたことを後年村田が明かしている[9]。

- 1997年から1999年までチームメイトだった石井浩郎はロッカールームでガルベスと隣同士だったことから会話をする機会が多く、そのガルベスからは「イシさん」と呼ばれ慕われていた。石井はガルベスについて「普段は凄くいい奴、優しい」と温和な人柄であったことを明かしている。ただし、石井によれば当時ガルベスは興奮剤を服用して試合に臨んでいたといい、「コーヒーと一緒に飲んで、カッカ、カッカして。それで試合になると一変してしまう」と後年になって明かしている（当時はMLBにおいてもまだ明確なドーピング規定が存在していなかった）。さらに後述の審判に対する暴挙の際、石井はガルベスの右腕を抑えてベンチに連れ戻したが「次に乱闘になったときに俺を止めたら、まずお前をヤッてから行く」と言われたことも明かしている[14]。

- 川相昌弘はガルベスに対し「無茶苦茶なようにやっているイメージがあるけど、実はすごくチームプレーに徹するというか、チームの勝利に貢献する、チームメイトのことを思ってやる、そういう優しさがあった」とその人柄を高く評価している[15]。

- 1999年から2年間チームメイトだったドミンゴ・マルティネスは、同じくドミニカ共和国出身であるガルベスを兄のように慕っており、ガルベスもマルティネスを家に招いて母国料理をふるまうなどして可愛がっていたという[16]。このようにマルティネスとは仲が良かった一方で、1997年には同じくチームメイトであったエリック・ヒルマンとルイス・デロスサントスが試合中のプレーを巡って言い争いをしている[注 4]最中に偶然通りかかり、そこへ乱入して三つ巴の掴み合いの喧嘩にまで発展したという事もあった[17]。

- スポーツライターの赤坂英一は「僕個人は穏やかにピッチング談義を聞かせてもらった思い出もあって、そんなに乱暴でおっかない人物だったという印象はない」とブログでガルベスについて綴っている[7]。

## トラブルメーカー
先述通り巨人時代は最多勝を獲得するなど先発ローテーションの一角として活躍していた一方で、試合中になると気性がかなり荒くなってしまう性格が災いして幾度も乱闘劇や問題行動を起こしており、日本プロ野球史を代表するトラブルメーカーとしても有名であった。以下がその最たる事例。

### 山崎武司との乱闘劇
1996年5月1日の対中日ドラゴンズ5回戦（ナゴヤ球場）にて、5回裏に打者の山崎武司に対し投げた初球の直球が山崎の頭部に当たりかけ、これに激怒した山崎から詰め寄られ、両軍総出の大乱闘に発展した。球審の山本はガルベスの投球を危険球として両チームに警告を与えるとともに、ガルベスと山崎の両者を退場処分とした。ガルベスは中日の小島弘務が直前の5回表、チームメイトの落合博満に死球を与えたことを引き合いに自身への退場処分への不服の意を述べていた一方、山崎はガルベスが故意に自身を狙って投球したと主張、「日本の野球を舐めてる」と怒りを露わにしていた。翌2日、セ・リーグは乱闘の発端となった2人に「スポーツマンシップに反する行為」があったとして厳重勧告と制裁金10万円、また選手を引き上げさせて21分間にわたって抗議した長嶋にも厳重戒告、審判団にも事態収拾に不手際があったとして厳重注意の処分をそれぞれ下した。巨人は同日、ガルベスの退場を不服とし、また中日側がバットをもって乱闘に参加したことに対する適正な措置を求め、セ・リーグ連盟に提訴した。この乱闘劇は「ヘビー級」と評され、後のテレビ番組でも何度も取り上げられるほど大きなインパクトを残した。なお、乱闘後初の山崎との対戦は、6月1日の対中日6回戦（東京ドーム）の1回表1死満塁の場面であり、山崎は挑発するように本塁寄りに立ち、ガルベスもそれに応え徹底的に内角攻めを行った。結果は2球目が手首に当たる押し出し死球であった。

### 記者への監禁騒動
かつて巨人の現場広報を務めていた香坂英典に寄れば、ガルベスは1996年の日本シリーズ第4戦(開催地:グリーンスタジアム神戸)の試合前、自身の通訳も連れてスポーツ紙の記者をベンチ裏のトイレに監禁した事があったという。同スポーツ紙による異性との同伴報道に激怒した事が理由であった。この際は当時巨人軍の広報部長であった中村清昭が10分程でガルベスの説得に応じ、記者は解放された。
香坂曰く入団当初のガルベスは「見た目とは違い、実は気が小さく、思いどおりいかなかったり、カッとすると豹変することはあったが、普段はどちらかというとおとなしく笑顔の多い礼儀正しい男」であったものの、シーズン内で活躍して注目を浴び、騒がれるようになると良からぬ態度や傲慢な言動が目立つようになったという。また、取材の約束も忘れたり、覚えていてもドタキャンする事も多くなっていったとの事。また上記の監禁騒動後に中村広報部長から厳重注意をされた際、大きな背中を丸め、何度も謝罪の言葉を繰り返していたガルベスを見て香坂は「まさにジキルとハイドのよう」だったと述べている。

### 審判団へのボール投げつけ事件
1998年7月31日の対阪神タイガース戦（阪神甲子園球場）に先発したが、大豊泰昭に2打席連続本塁打を打たれるなど調子が上がらず、試合中に球審の橘高淳の判定にたびたびいら立ちを見せていた。そして6回裏、先頭打者の坪井智哉の場面でカウント2-1からの内角への直球がボールと判定され、これに露骨に不服そうな態度をとったガルベスは、次の投球で本塁打を打たれ、直後に橘高にクレームをつけた。
ここで巨人監督の長嶋茂雄が投手交代を告げ、ガルベスにベンチへ戻るよう指示したためそれに従うが、ガルベスはその途中で突然振り返り、審判団に向けてボールを投げつけた。幸いボールは逸れたため誰にも当たらなかったが、その場で退場を宣告され、橘高も激高してすぐにガルベスのもとへ駆け寄り、ガルベスもベンチから出て乱闘騒ぎになる。この際止めに入った吉原孝介はガルベスの肘が顔に当たり、口の中を切って出血していた。翌8月1日、セントラル・リーグはガルベスに対し「1998年シーズン残りの出場停止」という処分を下し、巨人も無期限出場停止の処分を下した。
この一部始終は、関西テレビ・フジテレビ系で全国に中継されていた。
その後、8月2日の巨人対阪神戦においても、8回表に高橋由伸が死球を受け、巨人の打撃コーチを務めていた武上四郎が矢野輝弘を殴りつけたため退場処分を受け、8回裏にも槙原が矢野に死球を与え、これに怒った三塁ベースコーチの大熊忠義が槙原に殴りかかって退場処分を受けるなど、2度の乱闘騒ぎが発生した。巨人と阪神球団は連名でファンに向け声明文を発表し、2度のトラブルに対し謝罪の意を表明。また長嶋は4日、「あれだけのことをしでかしておいて、声明文だけじゃあね。何らかのかたちでファンや関係者の方々におわびをしないといかんだろう」と頭を丸刈りにしてグラウンドに現れた。
この暴挙から20年以上経過した2019年に、ガルベスは日本のバラエティ番組へ出演した際にこの出来事を振り返っているが、「（ボールは）審判に投げたんじゃない、ボールボーイに返しただけ」と釈明したほか、「あれのおかげで半年間の出場停止だ。乱闘で相手を殴ったヤツでも10日ぐらいなのに。俺は投げただけで半年だ」と不満も口にしていた。しかし、直後には「あのことは正直、反省してる。本当に悪かったと思ってる」と猛省する姿勢も見せていた。
なお、1998年シーズンのガルベスは上記の暴挙以外に春先から数々のトラブルを起こしており、4月16日の中日戦では李鍾範のヘルメットに直撃する死球を与え、また中4日で登板した4月21日の広島戦でも野村謙二郎の左足へ死球を与え、いずれも乱闘騒ぎを引き起こしている。また5月12日の横浜戦においては完投勝利を挙げるも審判の判定に腹を立て、勝利の握手やお立ち台を拒否した事もあった。

## 詳細情報

### 年度別投手成績
| 年 度     | 球 団     | 登 板 | 先 発 | 完 投 | 完 封 | 無 四 球 | 勝 利 | 敗 戦 | セ 丨 ブ | ホ 丨 ル ド | 勝 率 | 打 者 | 投 球 回 | 被 安 打 | 被 本 塁 打 | 与 四 球 | 敬 遠 | 与 死 球 | 奪 三 振 | 暴 投 | ボ 丨 ク | 失 点 | 自 責 点 | 防 御 率 | W H I P |
| --------- | --------- | ----- | ----- | ----- | ----- | -------- | ----- | ----- | -------- | ----------- | ----- | ----- | -------- | -------- | ----------- | -------- | ----- | -------- | -------- | ----- | -------- | ----- | -------- | -------- | ------- |
| 1986      | LAD       | 10    | 0     | 0     | 0     | 0        | 0     | 1     | 0        | 0           | .000  | 91    | 20.2     | 19       | 3           | 12       | 2     | 0        | 11       | 0     | 2        | 10    | 9        | 3.92     | 1.50    |
| 1994      | 兄弟      | 27    | 22    | 16    | 4     | 2        | 16    | 5     | 4        | 0           | .762  | 822   | 201.1    | 186      | 9           | 38       | 1     | 6        | 132      | 10    | 0        | 71    | 57       | 2.55     | 1.11    |
| 1995      | 兄弟      | 21    | 20    | 18    | 4     | 0        | 10    | 11    | 0        | 0           | .476  | 693   | 168.2    | 161      | 11          | 33       | 1     | 9        | 71       | 4     | 0        | 53    | 47       | 2.51     | 1.15    |
| 1996      | 巨人      | 28    | 27    | 12    | 3     | 0        | 16    | 6     | 0        | --          | .727  | 838   | 203.2    | 186      | 18          | 59       | 2     | 9        | 112      | 5     | 0        | 74    | 69       | 3.05     | 1.20    |
| 1997      | 巨人      | 27    | 27    | 8     | 2     | 2        | 12    | 12    | 0        | --          | .500  | 771   | 192.2    | 165      | 16          | 48       | 2     | 5        | 118      | 3     | 0        | 77    | 71       | 3.32     | 1.11    |
| 1998      | 巨人      | 18    | 18    | 7     | 0     | 0        | 9     | 7     | 0        | --          | .563  | 588   | 137.1    | 136      | 10          | 39       | 2     | 9        | 85       | 1     | 1        | 57    | 49       | 3.21     | 1.27    |
| 1999      | 巨人      | 27    | 27    | 7     | 2     | 1        | 9     | 12    | 0        | --          | .429  | 776   | 187.0    | 174      | 19          | 51       | 4     | 6        | 106      | 1     | 1        | 85    | 76       | 3.66     | 1.20    |
| 2000      | 巨人      | 6     | 6     | 0     | 0     | 0        | 0     | 6     | 0        | --          | .000  | 133   | 30.1     | 34       | 3           | 6        | 1     | 2        | 22       | 1     | 0        | 19    | 11       | 3.26     | 1.32    |
| 2001      | 三星      | 15    | 15    | 5     | 2     | --       | 10    | 4     | 0        | 0           | .714  | 477   | 116.2    | 100      | 7           | 34       | 0     | 8        | 85       | 0     | 0        | 42    | 32       | 2.47     | 1.15    |
| MLB：1年  | MLB：1年  | 10    | 0     | 0     | 0     | 0        | 0     | 1     | 0        | 0           | .000  | 91    | 20.2     | 19       | 3           | 12       | 2     | 0        | 11       | 0     | 2        | 10    | 9        | 3.92     | 1.50    |
| CPBL：2年 | CPBL：2年 | 48    | 42    | 34    | 8     | 2        | 26    | 16    | 4        | 0           | .619  | 1515  | 370.0    | 347      | 20          | 71       | 2     | 15       | 203      | 14    | 0        | 124   | 104      | 2.53     | 1.13    |
| NPB：5年  | NPB：5年  | 106   | 105   | 34    | 7     | 3        | 46    | 43    | 0        | --          | .517  | 3106  | 751.0    | 695      | 66          | 203      | 11    | 31       | 443      | 11    | 2        | 312   | 276      | 3.31     | 1.20    |
| KBO：1年  | KBO：1年  | 15    | 15    | 5     | 2     | --       | 10    | 4     | 0        | 0           | .714  | 477   | 116.2    | 100      | 7           | 34       | 0     | 8        | 85       | 0     | 0        | 42    | 32       | 2.47     | 1.15    |

- 各年度の太字はリーグ最高

### タイトル
NPB
- 最多勝利：1回 （1996年）

### 表彰
CPBL
- 月間MVP：1回 （1994年5月）

NPB
- 月間MVP：1回 （投手部門：1996年7月）

### 記録
NPB
- オールスターゲーム出場：1回 （1996年）

### 背番号
- 52 （1986年）
- 47 （1994年 - 1995年）
- 59 （1996年 - 2000年）
- 41 （2001年）

## 関連情報

### 出演
CM
- 中央酪農会議 「国産飲用牛乳消費拡大推進協議会」 ガルベスが東京ドームで登板中(ノーヒットノーランが懸かった展開という設定)に、相手打者がファウルを打ったはずみで手首を骨折、しかしなぜか退場せずギブスを付けて打席に立ち、次の球を受けた味方(ジャイアンツ)の捕手が骨折、さらには球審までもが肘を骨折してしまう。骨の丈夫さに重要なカルシウムを牛乳で摂ろう、という意図であるが、かなりの荒唐無稽な内容が話題を呼んだ。